# Ленинградская улица (Салават)
Ленингра́дская улица (башк. Ленинград урамы) — улица в новой части города Салавата.

## История
Почтовый индекс 453251 1-49 453265 51-101

Застройка улицы началась в 1976 году.
Улица застроена в основном кирпичными 9—12 этажными домами.
Ленинградская улица — самая южная часть города.
Особенность этой улицы заключается в том, что дома расположены только с одной стороны улицы, а на второй половине улицы расположено поле. Это поле относится к другому муниципалитету Башкортостана — Мелеузовскому району.  В отличие от старой части города, гости города, которые едут в Салават со стороны Оренбурга очень поражаются при въезде в город. Сам город с южной стороны видно издалека и эта часть города застроена красивыми домами.

## Трасса
Ленинградская улица начинается от Уфимской улицы и заканчивается на улице Губкина. Пересекает улицы Бочкарева, Островского.

## Транспорт
По Ленинградской улице ходят автобусы и маршрутки №1, 2, 3, 5. Движение транспорта по улице двухсторонее.

## Дома и примечательные сооружения
- д.68 Продовольственный магазин
- д.83 Магазин хозтоваров